# Station Lisleby
Station Lisleby is een voormalig station in Lisleby, gemeente Fredrikstad in fylke Viken in Noorwegen. Het station werd geopend in 1888. In 1999 werd het gesloten voor persoenenvervoer. Het stationsgebouw is inmiddels gesloopt. Lisleby ligt aan de westelijke tak van Østfoldbanen. 